# Целевич, Юлиан Андреевич
Юлиан Андреевич Целевич (укр. Юліан Андрійович Целевич; 23 марта 1843, Павельче — 24 декабря 1892, Львов) — галицко-русский писатель

, педагог, историк, просветитель. Действительный член Научного общества им. Шевченко (с 1885). Доктор философии (1878).

## Биография
Сын священника УГКЦ. Окончил Львовскую духовную семинарию, затем в 1861—1865 годах изучал богословие и историю во Львовском университете, в 1866—1868 годах обучался философии в Венском университете.
Учительствовал в гимназиях Львова и Станислава (ныне Ивано-Франковск). По приглашению дирекции Академической гимназии во Львове в ноябре 1876 перешёл работать на должность учителя истории и географии. Был членом комиссии по подготовке пособий для школ с украинским языком обучения, занимался переводом учебников.
Соучредитель и председатель украинской студенческой организации Сечь Венская (Січ Віденська, 1868—1869). В 1870 году был принят в члены львовского общества «Русская беседа» («Руська бесіда»), его председатель в 1880—1889 годах. Член Львовского общества «Просвита» с мая 1870 г. В 1876—1877 годах исполнял обязанности заместителя председателя общества «Просвита».
В 1878 году стал доктором философии, а за несколько месяцев до своей смерти был избран его председателем Научного общества им. Шевченко. Составитель 1-го тома «Записок Научного общества имени Шевченко» (1892). Член «Русского педагогического общества» во Львове, «Народной торговли», Народного совета, Ставропигийского института.

## Научная деятельность
В 1867 году напечатал в газете «Правда» работу «Про унию руско-угорскоi церкви з Римом». Занимался исследованиями о предводителе опришков Олексе Довбуше и вообще об опришках в Восточной Галичине в XVIII столетии, помещённые в 1882 году в журнале «Діло», а затем переведённые на польский язык. В 1887 году издал монографию о монастыре Скит Манявский.

## Избранные публикации
- Дещо за поселеннє угорської України русинами і за унію церкви православної угорських русинів з Римом (1868)
- Історичний причинок до нашої матирології і рицарської слави (1880)
- Чи було в Польщі невольниче підданство? (1881)
- Про Олексу Довбушука та єго попередників і наступників (1882)
- Дещо про Львів перед 100 роками і про триразовий приїзд Йосифа ІІ до того міста (1883)
- Облога міста Львова в р. 1672 (1883)
- Перехід козаків через Покутє до Молдавії в р. 1739 (1885)
- Клопоти міста Львова з кагалом жидівським в половині XVII століття і погром жидів у Львові 1664 року (1886)
- Історія Скиту Манявського враз з Збірником грамот. листів і деяких судових документів, дотичних того монастиря (1887)
- Ще дещо про Олексу Довбушука та єго наступників (1888)
- Дальші вісті про опришків ватаги: Олекса Довбушук і Василь Баюрак (1890)
- Опришки. // Розвідки про народні рухи на Україні-Руси у XVIII віці: Руська історична бібліотека, т. 19. Львів, 1897.

Похоронен на Лычаковском кладбище.